# Den vilde bande
Den vilde bande (originaltitel: The Wild Bunch) er en amerikansk episk revisionistisk westernfilm fra 1969 instrueret af Sam Peckinpah med William Holden, Ernest Borgnine, Robert Ryan, Edmond O'Brien, Ben Johnson og Warren Oates i hovedrollerne. Plottet handler om en aldrende bande fredløse, der lever på grænsen mellem Mexico og USA og forsøger at tilpasse sig den skiftende moderne verden i 1913. Filmen var kontroversiel på grund af dens udpenslede voldsscener og dens portrættering af rå mænd, der med alle tilgængelige midler forsøger at overleve.
Filmens manuskript er skrevet af Peckinpah, Walon Green og Roy N. Sickner. The Wild Bunch blev filmet i Technicolor og Panavision, i Mexico, især dybt inde i ørkenen omkring Torreón, Saltillo og Coahuila og ved Nazas-floden.
The Wild Bunch er bl.a. kendt for sin klipning, der benytter et for datiden avanceret teknikker, herunder hurtig krydsklipning, brug af slowmotion, flere kameravinkler m.v. Green, Peckinpah og Sickner blev nomineret til en Oscar for bedste manuskript, og musikken af Jerry Fielding blev nomineret til en Oscar for bedste musik. Derudover blev Peckinpah ved Directors Guild of America nomineret til en pris for "Outstanding Directorial Achievement, og filmfotograf Lucien Ballard modtog National Society of Film Critics pris for bedste fotografering.
Filmen er af flere kritikere anset for at være en af de bedste film nogensinde, og blev i 1999 af Library of Congress udvalgt til bevarelse i United States National Film Registry som "kulturelt, historisk eller æstetisk betydningsfuld". Filmen er placeret som nummer 79 på American Film Institutes liste over de 100 bedste amerikanske film og som nr. 69. på instituttets liste over "mest spændende film". I 2008 optog instituttet filmen som den sjettebedste western.

## Medvirkende i udvalg
- William Holden som Pike Bishop
- Ernest Borgnine som "Dutch" Engstrom
- Robert Ryan som Deke Thornton
- Edmond O'Brien som Freddie Sykes
- Warren Oates som Lyle Gorch
- Jaime Sánchez as Angel
- Ben Johnson som Tector Gorch
- Emilio Fernández som General Mapache
- Strother Martin som Coffer

## Udgivelse
Filmen fik premiere den 18. juni 1969 i Pix-teatret i Los Angeles og indspillede $39.200 i den første uge. Produceret på et budget på $6 million indtjente filmen 10,5 dollars million på det amerikanske billetkontor i 1970 og yderligere $638.641 i USA ved repremieren i 1995, hvilket giver i alt $11.138.641. Det var den 17. mest indtjenende film i 1969.
Filmen havde dansk premiere den 18. september 1969 i Kinopalæet. Den fik repremiere i Imperial i 1971 og igen i Studio 1-2 på Vesterbro i 1978. 

## Priser og nomineringer
| Award                                   | Kategori                             | Emne                                       | Resultat  |
| --------------------------------------- | ------------------------------------ | ------------------------------------------ | --------- |
| Oscaruddelingen 1970                    | Bedste originale manuskript          | Walon Green, Roy N. Sickner, Sam Peckinpah | Nomineret |
| Oscaruddelingen 1970                    | Bedste musik                         | Jerry Fielding                             | Nomineret |
| DGA Awards                              | Fremragende instruktion – spillefilm | Sam Peckinpah                              | Nomineret |
| Motion Picture Sound Editors            | Bedste lydredigering – Dialog        |                                            | Vundet    |
| Motion Picture Sound Editors            | Bedste lydredigering – spillefilm    |                                            | Vundet    |
| National Society of Film Critics Awards | Bedste kinematografi                 | Lucien Ballard                             | Vundet    |